# Mramorovo pri Lužarjih
Mramorovo pri Lužarjih – wieś w Słowenii, w gminie Bloke. W 2018 roku liczyła 2 mieszkańców.